# Dimos Faistos
Dimos Faistos (Faistos) är en kommun i Grekland.   Den ligger i prefekturen Nomós Irakleíou och regionen Kreta, i den sydöstra delen av landet, 300 km söder om huvudstaden Aten. Antalet invånare är 23 882.